# Station Frankfurt (Main) Stresemannallee
Frankfurt (Main) Stresemannallee is een S-Bahnstation in de Duitse stad Frankfurt am Main. Het station werd geopend in 1990. De S-Bahn lijnen S3 en S4 stoppen hier.

## Stresemannallee
Het S-Bahn-station Stresemannallee werd begin jaren negentig gebouwd samen met de 213 meter lange S-Bahn-tunnel Frankfurt Stresemannalle, die de langeafstandsspoorlijnen kruist, als het eerste deel van de afzonderlijke S-Bahn-route naar Darmstadt ( route 3688), die zich in Frankfurt (Main) Süd bevindt, sluit aan op routes 3681 en 3682 vanuit de Frankfurt City Tunnel.
Hiervoor werd de oude onderdoorgang van de gelijknamige straat vervangen door een veel bredere nieuwbouw ten oosten ervan.
Dit S-Bahn-station vormde een aantal jaren het eindpunt van de zuidelijke tak van de Rhein-Main S-Bahn. Lijnen S5 (vanuit Bad Homburg en Friedrichsdorf) en S6 (vanaf Friedberg) eindigden hier.
Als onderdeel van de uitbreiding van de S-Bahn-lijn Frankfurt Süd - Darmstadt langs de Main-Neckar-spoorlijn, die in 1997 in gebruik werd genomen, is de volgende halte het station Frankfurt-Louisa; vandaar gaat de route via Langen naar Darmstadt. De verbindingsbocht van de Main-Neckar-Bahn naar het Südbahnhof (lijn 3604) loopt parallel aan het station.
In 2014 werd een nieuwe lijn van de tram van Frankfurt geopend, die met de nieuwe lijn 17 een halte kreeg onder de spoorbrug en het treinstation; dit wordt ook bediend door de stadsbus lijn 78.
Dit artikel of een eerdere versie ervan is een (gedeeltelijke) vertaling van het artikel Haltepunkt Frankfurt (Main) Stresemannallee op de Duitstalige Wikipedia, dat onder de licentie Creative Commons Naamsvermelding/Gelijk delen valt. Zie de bewerkingsgeschiedenis aldaar.
Messe · Galluswarte · Hauptbahnhof · Taunusanlage · Hauptwache · Konstablerwache · Ostendstraße · Lokalbahnhof · Südbahnhof · Mühlberg · Westbahnhof · Flughafen Fernbahnhof · Flughafen Regionalbahnhof